# Alexandre Nikolaïevitch Romanovski-Iskander
Alexandre Nikolaïevitch Iskander (à partir de 1925 Romanovski-Iskander), en russe : Александр Николаевич Искандер, né le 3 (15) novembre 1887 à Tachkent, mort le 26 janvier 1957 à Grasse (France).
Il fut prince de Russie et prit part à la Première Guerre mondiale. En janvier 1919, il participa au soulèvement de Tachkent. En 1920, au grade de capitaine, il commanda un escadron de son régiment.

## Famille
Second fils du grand-duc Nicolas Constantinovitch de Russie et de son épouse Alexandra Dreyer (fille d’Alexandre Gustavovitch Dreyer, chef de la police d’Orenbourg et de Sofia Ivanovna Opanovskoy).

### Mariage et descendance
En 1912, le prince Alexandre Nikolaïevitch de Russie épousa Olga Iossifovna Rogovskaïa (1893-1962). Après le départ du grand-duc, elle demeura en Russie. Ses enfants portèrent le nom de son second époux Androssov.
De cette union naquirent :
- Le prince Kirill Aleksandrovitch Androssov-Iskander (5 décembre 1915 - 7 février 1992)
- Princesse Natalia Aleksandrovna Androssova-Iskander (10 décembre 1917-25 juillet 1999), elle fut le dernier membre de la famille Romanov à résider en URSS.

En 1930, le grand-duc Alexandre Nikolaïevitch de Russie épousa Natalya Hanykova (1893-1982).

## Biographie

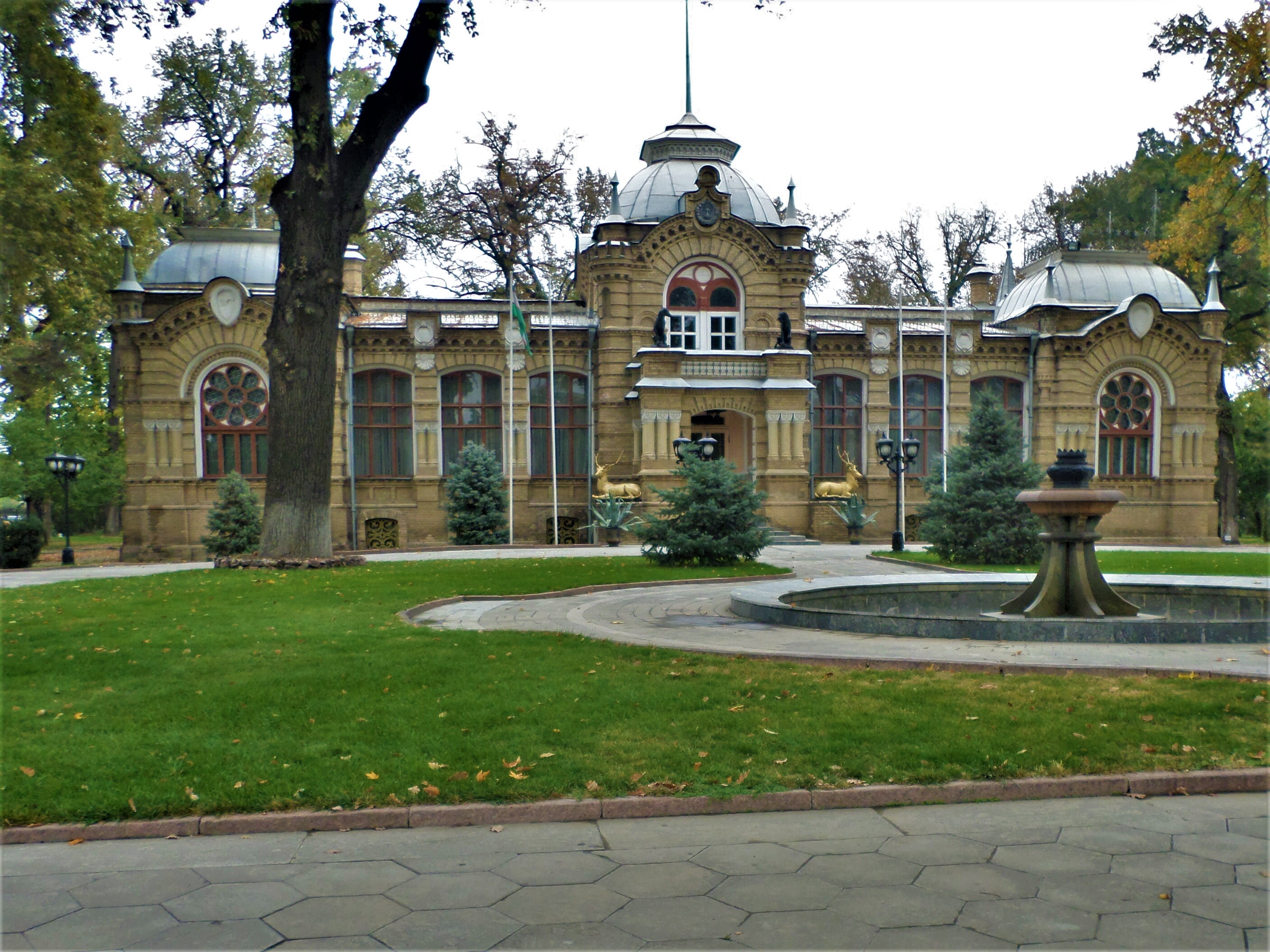
Le palais du prince à Tachkent

Le prince Alexandre Nikolaïevitch Iskander naquit à Tachkent le 15 novembre 1887, issu d’une union morganatique de son père, le grand-duc Nicolas Constantinovitch de Russie. Il sortit diplômé du Lycée Impérial Alexandre en 1911. En 1915, officier, il servit au grade de lieutenant puis comme capitaine dans le régiment de cuirassiers de la Garde de Sa Majesté Impériale. Il participa à la Première Guerre mondiale.
Le prince Iskander, victime de deux fractures au pied droit, reçut des soins médicaux à l’hôpital de la Croix Rouge d’Eupatoria au moment de l’avancée des Bolcheviks. En compagnie de quatre officiers, le prince sur des béquilles traversa la Crimée, à pied puis en charrette. Arrivé devant le fleuve Dniepr, il embarqua sur un navire, puis de la gare de Nikolaïev, par le train, il réussit à rallier Kiev.
Quelques mois plus tard, le prince Iskander se rendit à Moscou, puis à son domicile de Saint-Pétersbourg où il prit de l’argent et divers objets personnels. Il prit la direction du Turkestan, les lignes conduisant en Asie ayant été coupées, il resta bloqué durant trois longues journées à Orenbourg. En avril 1918, il était de retour à Tachkent.
Son père, le grand-duc Nicolas Constantinovitch de Russie décéda le 14 janvier 1918, de retour à Tachkent, le 18 février 1918, le prince s’installa dans la maison de son défunt père. Sa mère l’aida à obtenir un emploi, il fut affecté à la 14e section de la Cour de Justice comme assistant d’un juge, il conserva ce poste jusqu’en janvier 1919.
Le 19 janvier 1919, le prince Alexandre Iskander prit part à la rébellion de Tachkent contre les Bolcheviks, celle-ci se solda par un échec. Après ce soulèvement manqué, Iskander rejoignit le camp des rebelles. En se terrant dans un cachot pendant quelques mois, il réussit à échapper aux Bolcheviks. Avec son régiment de cuirassiers de la garde, il organisa un détachement de 101 partisans.
En janvier 1919, avec son détachement, le prince Iskander quitta Tachkent, traversa les montagnes et parvint dans la vallée de Ferghana. En mars 1919, au cours de la révolte des Basmachi dans cette vallée, son unité combattit les forces bolcheviques locales. À Boukhara, ses troupes se joignirent à l’armée du Turkestan (ou troupes de la trans-région Caspienne) placée sous le commandement du lieutenant-général Boris Kazanovitch (1871-1943). Ensemble, ils se rendirent dans le port de Krasnovodsk (ville portuaire du Turkménistan) puis embarquèrent sur des navires de la flotte de la mer Caspienne et firent leur jonction avec les forces armées de la Russie du sud dans le Daghestan.
En Crimée, en mars 1920, le prince Iskander commanda un peloton dans un escadron de son régiment de cuirassiers, il fut distingué pour sa bravoure.
Après l’évacuation de l’armée russe du général baron Piotr Nikolaïevitch Wrangel, il quitta la Crimée et se dirigea en direction de la péninsule de Gallipoli.
Sur l’invitation de sa tante et marraine, la grande-duchesse Olga Constantinovna de Russie, il s’établit en Grèce puis s’installa en France.
Son frère aîné, le prince Artemi Nikolaïevitch Iskander (1883-1919) fut soit exécuté par les Bolcheviks ou décéda des suites de la tuberculose dans la ville de Tachkent.
En 1925, il reçut de Cyrille Vladimirovitch de Russie le titre héréditaire de prince Romanovski-Iskander.

### Décès
Le prince Alexandr Nikolaïevitch Romanovski-Iskander décéda le 26 janvier 1957 à Grasse.

## Généalogie
Nicolas Constantinovitch de Russie appartient à la seconde lignée issue de la première branche de la Maison d’Oldenbourg-Russie (Maison Holstein-Gottorp-Romanov), elle-même issue de la première branche de la Maison de Holstein-Gottorp. Ces trois lignées sont toutes issues de la première branche de la Maison d'Oldenbourg. Il appartint à la branche des Nikolaïevitch.

## Sources
- (ru) Cet article est partiellement ou en totalité issu de l’article de Wikipédia en russe intitulé « Искандер, Александр Николаевич » (voir la liste des auteurs).